# Старение бактерий
Старе́ние бакте́рий (англ. Bacterial senescence) — постепенное угасание клеточных функций у отдельных бактериальных клеток со временем. Индикаторами старения служат децентрализованное деление и повышенная вероятность гибели. Главной причиной старения бактериальных клеток считают накопление повреждений клеточных структур (факторов старения). Признаки репликативного старения демонстрирует бактерия Caulobacter crescentus на этапе асимметричного деления. Бактерии, которые в норме делятся симметрично, такие как кишечная палочка (Escherichia coli), при некоторых условиях окружающей среды начинают делиться слегка асимметрично, что можно рассматривать как проявление репликативного старения.

## Факторы старения
Под факторами старения понимают накопление неустранимых повреждений компонентов клетки, которые непосредственно приводят к пониженной жизнеспособности бактерий. Факторами старения могут выступать повреждения ДНК, накопление старого материала клеточной стенки, неуложенных или повреждённых белков. Полюса клетки E. coli могут служить показателем старения, поскольку один из полюсов каждая бактерия наследует от материнской клетки, а один достраивает сама. Важную роль в старении играют тельца включения, представляющие собой скопления повреждённых и неуложенных белков. 

## Механизмы

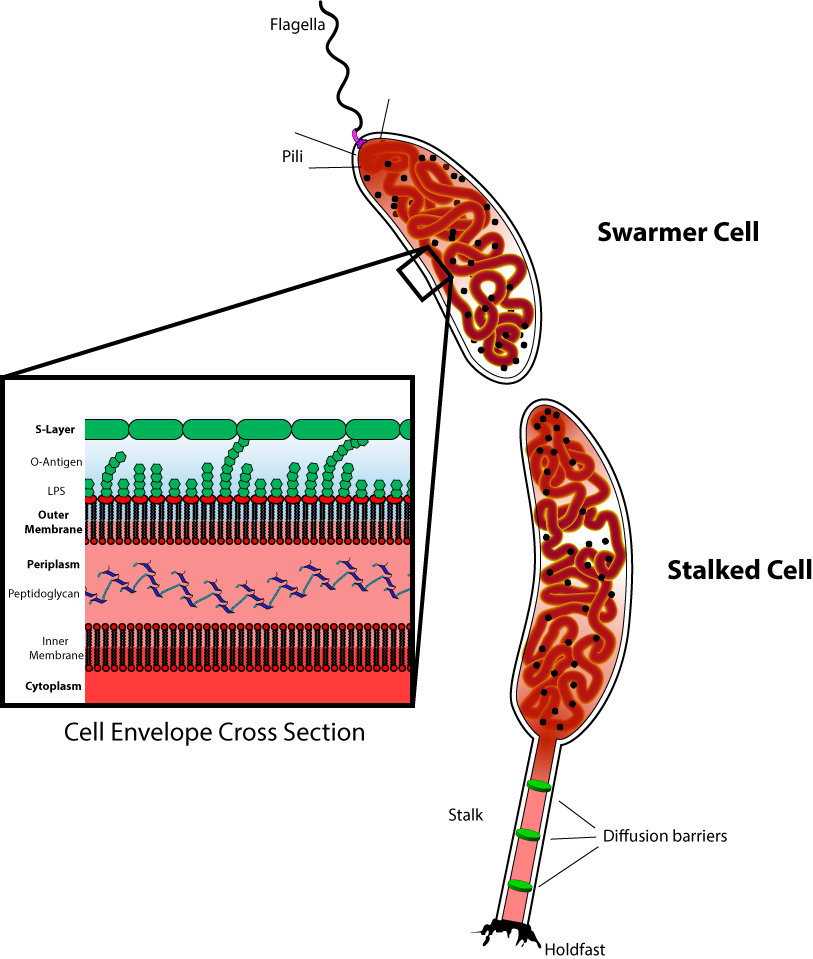
Две стадии жизненного цикла Caulobacter crescentus: подвижная клетка и клетка-стебелёк

Старение клетки начинается с асимметричного деления, приводящего к неравному разделению факторов старения между дочерними клетками. Существует мнение, что неравное разделение повреждений между двумя клетками при делении одноклеточных организмов минимизирует их влияние на популяцию в целом: клетка, получившая больше повреждений, погибнет, но зато оставшаяся в живых клетка будет иметь меньше повреждений, чем её предшественница. Это относится не только к бактериям: например, при почковании дрожжей Sacchoaromyces cerevisiae факторы старения остаются в материнской клетке, так что дочерняя клетка получается «моложе».
Наиболее отчётливо бактериальное старение проявляется у Caulobacter crescentus, у которой оно впервые было описано. В начале жизненного цикла бактерия представляет собой подвижную клетку. Когда она находит подходящий субстрат, она оседает на него, превращаясь в неподвижную клетку-стебелёк. Клетка-стебелёк начинает делиться, отделяя новые подвижные клетки. Однако со временем новых клеток образуется всё меньше, что можно рассматривать как признак старения. 
Считается, что бактерии, делящиеся симметрично, бессмертны. Однако у E. coli удалось обнаружить признаки старения в ходе наблюдения за старым и новым клеточным полюсами. Дочерняя клетка, унаследовавшая старый полюс материнской клетки, росла значительно медленнее, чем та, которая унаследовала новый полюс. Пониженная скорость роста, вероятно, по крайней мере отчасти была вызвана тем, что тельца включения скапливались около старой клеточной стенки. Такая локализация, по-видимому, объясняется пониженной скоростью диффузии плотных скоплений макромолекул, а также их вытеснением на периферию клетки нуклеоидом. Схожий механизм старения был описан у дрожжей Schizosaccharomyces pombe, которые делятся бинарным делением, а не почкуются, как S. cerevisiae.
Однако первоначальные данные о старении у E. coli были частично опровергнуты более поздними исследованиями, использующими микрогидродинамику. В этих экспериментах отдельные клетки демонстрировали постоянную скорость роста на протяжении сотни последовательных клеточных делений, хотя с каждым делением всё больше клеток погибало.